# Le Virtuose (film, 2014)
Pour les articles homonymes, voir Virtuose, Le Virtuose (film, 1921) et Le Virtuose (film, 2021).
Pour plus de détails, voir Fiche technique et Distribution.
Le Virtuose ou La leçon au Québec (Boychoir) est un film américain réalisé par François Girard, sorti en 2014.
Le film a été présenté au Festival international du film de Toronto.

## Synopsis
Stet est un enfant colérique de 12 ans, extrêmement doué pour le chant. Il vit avec sa mère alcoolique dans une petite ville du Texas. Lorsque celle-ci meurt dans un accident de la circulation, son père qui ne l'a pas reconnu l'envoie dans une école d'élite de musique chorale, la National Boychoir Academy. Hors de son milieu, le petit Stet a du mal à trouver ses repères avec un maître de chœur exigeant, des condisciples intrigants et son naturel tempétueux.

## Distribution

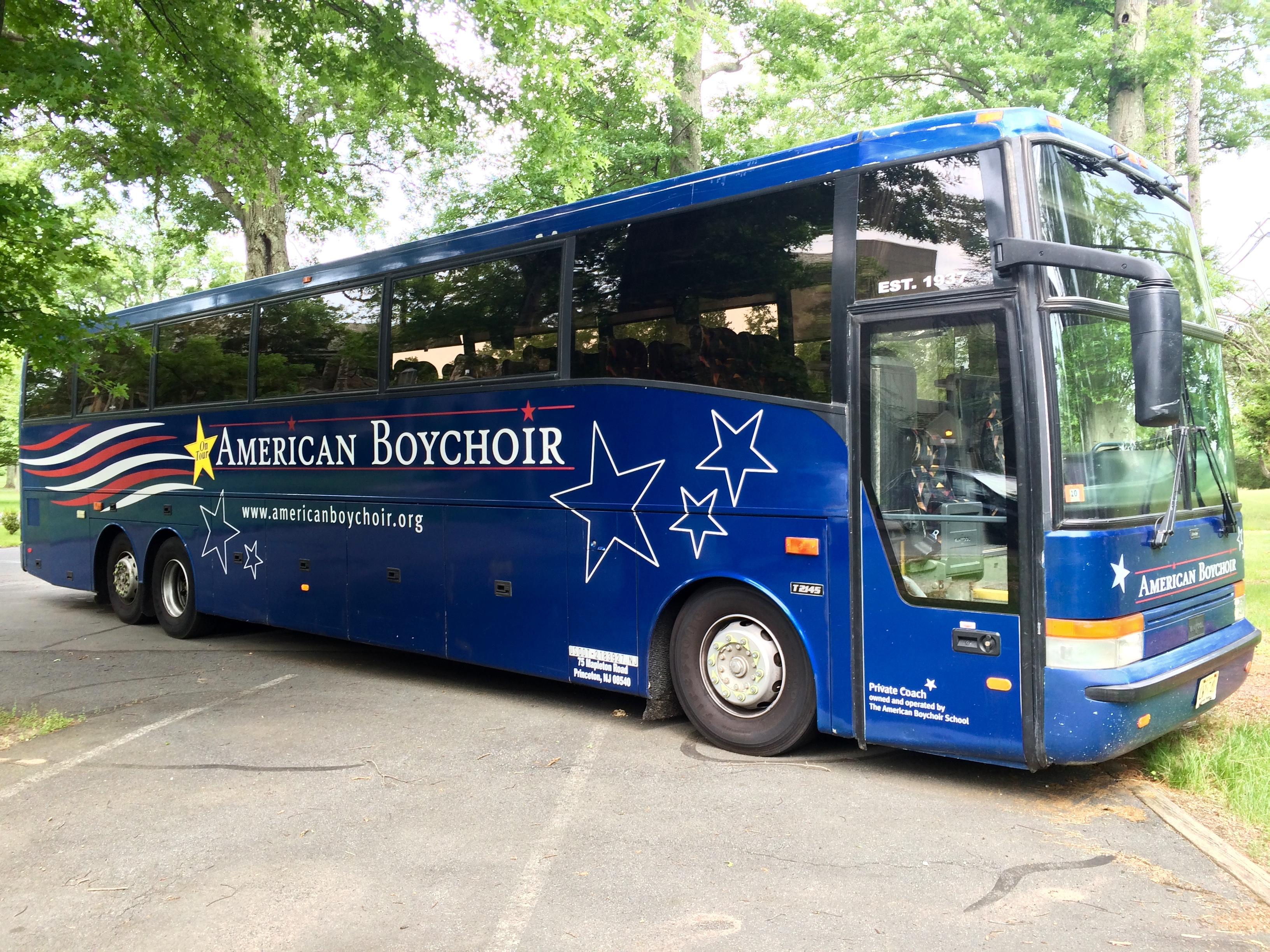
Le bus de lAmerican Boychoir school tel qu'on peut le voir dans le film, American étant remplacé par National.

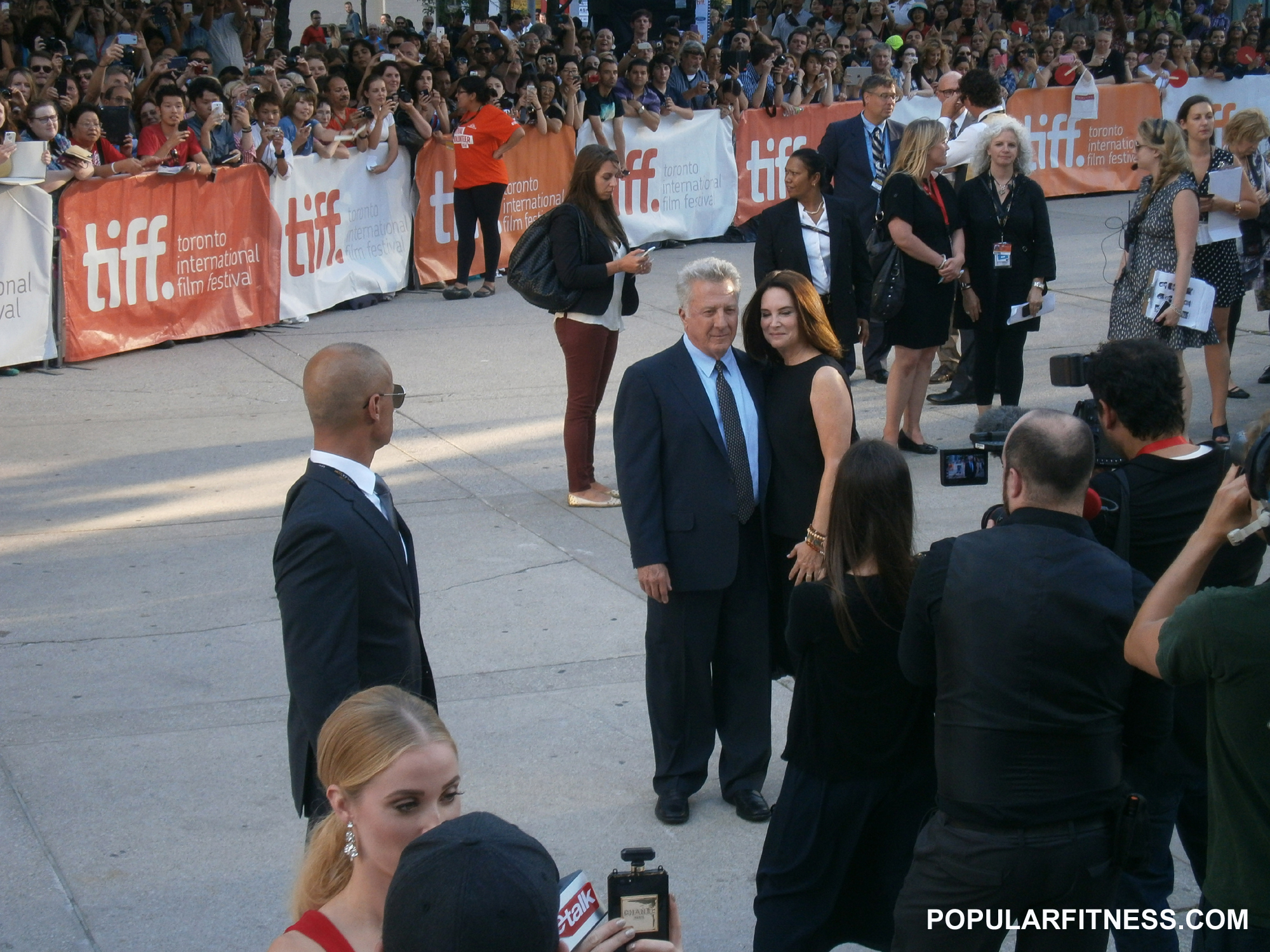
L'acteur Dustin Hoffman avec son épouse au TIFF 2014 pour la première du film.

- Dustin Hoffman (VF : Dominique Collignon-Maurin) : Maître Anton Carvelle
- Garrett Wareing (VF : Jules Timmerman) : Stetson « Stet » Tate
- Kathy Bates (VF : Denise Metmer) : la principale
- Debra Winger (VF : Béatrice Delfe) : Mme Patricia Steel
- Eddie Izzard (VF : Gérard Darier) : Drake
- Kevin McHale (VF : Taric Mehani) : M. Wooly, le professeur de musique
- Josh Lucas (VF : Sylvain Agaësse) : Gerard Olin, le père de Stet
- Joe West (VF : Martin Fagnon) : Devon
- River Alexander : Rafael « Raffi » Abrams
- Dante Soriano (VF : Louis Carballo-Jacques) : Fernando
- Erica Piccininni (VF : Alice Taurand) : Debbie Tate
- Grant Venable (VF : Dorian Eude) : Andre
- Janine DiVita (en) : Sally Olin

 Source et légende : version française (VF) sur RS Doublage et carton du doublage français.

## Production
Le tournage du film se déroule dans l'État de New York et dans le Connecticut, dans les villes de Stamford, New Haven et à l'Université de Fairfield. La chorale appelée dans le film « National Boychoir Academy » est en réalité l'American Boychoir School du Saint-Joseph's Seminary à Princeton.

## Bande Sonore
- Joss Groban - The Mystery of Your Gift.
- Howe - Battle Hymn
- Bottleneck - Home Grown Country Folk
- Ogura - Hotaru Koi
- Britten - This Little Babe
- Wagner - Parsifal
- Woolner and Sena - Lose their mind
- Tallis - Spem in alium
- Fauré - Pie Jesu
- Page - Niska Banja
- Mendelssohn - Denn Er Hat Seinen…
- Britten - Balulalow
- Britten - That yonge child
- Hopkins - Past life melodies
- Rachmaninov - Prélude en ut dièse mineur, op. 3 n° 2 (extrait des Morceaux de fantaisie, op. 3)
- Karl Jenkins - Adiemus
- Haendel - Coronation Anthem
- Haendel - Queen Anne Aria
- Haendel - Hallelujah extrait du Messiah